# Милицька скеля
Милицька скеля (словац. Miličská skala) — пам'ятка природи в управлінні Пряшівського державного природного заповідника.
Розташована на кадастровій території села Скарош в окрузі Кошиці-околиця Кошицького краю. Територія оголошена в 1990 році на площі 11,6 га. Охоронна зона не визначена.
Предметом охорони є: ПП встановлюється для охорони морфологічно відмінних форм гірських порід залишків дацитового лавового потоку та його сучасних форм.

## Зовнішні посилання
- Chránené územia, Štátna ochrana prírody Slovenskej republiky